# Бланчард
Бланчард (англ. Blanchard) — переписна місцевість (CDP) в США, в окрузі Трейлл штату Північна Дакота. Населення — 16 осіб (2020).
Бланчард знаходиться неподалік кордону між Північною Дакотою і Міннесотою, близько перетину трас North Dakota State Highway 18 і North Dakota State Highway 200.
Башта KVLY-TV, є найвищою штучною спорудою в західній півкулі і знаходиться біля Бланчарду. Інша башта KXJB-TV, є четвертою найвищою спорудою в світі, і знаходиться в 6 миль (9,7 км) від Бланчарда, поблизу Галесбурга.

## Географія
Бланчард розташований за координатами 47°20′35″ пн. ш. 97°13′23″ зх. д. / 47.34306° пн. ш. 97.22306° зх. д. (47.343084, -97.223124).  За даними Бюро перепису населення США в 2010 році переписна місцевість мала площу 0,66 км², уся площа — суходіл.

## Демографія
Згідно з переписом 2010 року, у переписній місцевості мешкало 26 осіб у 9 домогосподарствах у складі 8 родин. Густота населення становила 39 осіб/км².  Було 11 помешкання (17/км²).
Расовий склад населення:
| - 88,5 % — білих - 11,5 % — корінних американців |

До двох чи більше рас належало 0,0 %. Частка іспаномовних становила 0,0 % від усіх жителів.
За віковим діапазоном населення розподілялося таким чином: 26,9 % — особи молодші 18 років, 53,9 % — особи у віці 18—64 років, 19,2 % — особи у віці 65 років та старші. Медіана віку мешканця становила 47,5 року. На 100 осіб жіночої статі у переписній місцевості припадало 116,7 чоловіків;  на 100 жінок у віці від 18 років та старших — 137,5 чоловіків також старших 18 років.
Цивільне працевлаштоване населення становило 5 осіб. Основні галузі зайнятості: будівництво — 100,0 %.

## Галерея

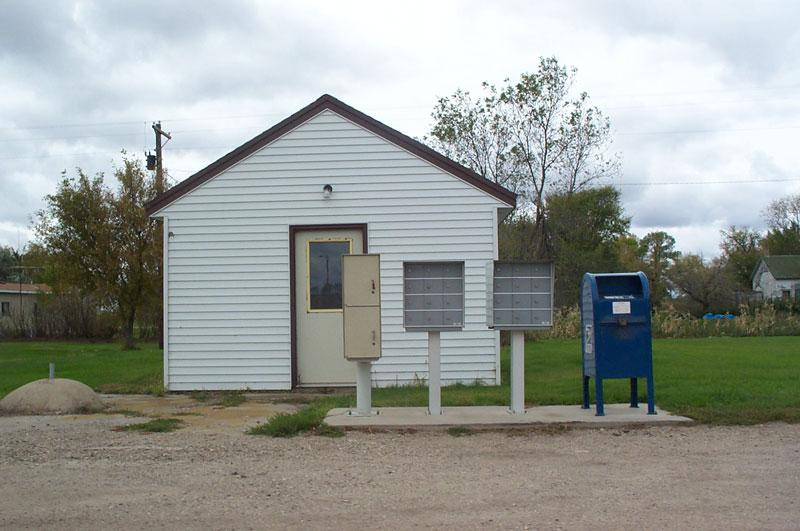
Поштове відділення
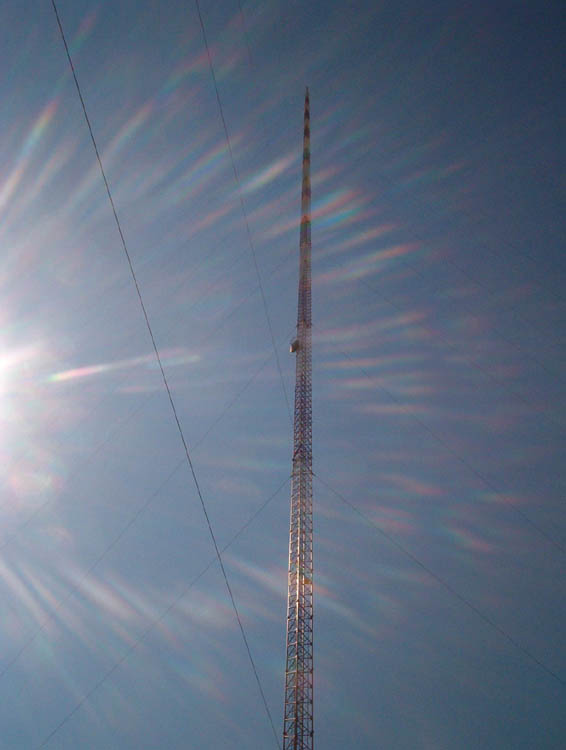
Башта KVLY-TV зблизька